# Laguna Cabo Negro
La laguna Cabo Negro es un cuerpo de agua superficial natural ubicado en la Región de Magallanes, a unos kilómetros al norte de la ciudad de Punta Arenas.

## Ubicación
Está ubicada frente a la isla Isabel.

## Hidrología
Su espejo de agua tiene un área de 1,8 km².: 41 

## Historia
Luis Risopatrón la describe en su Diccionario Jeográfico de Chile de 1924:: 108 
Cabo Negro (Laguna del) 52° 57' 70° 50'. Es pequeña i se encuentra en el fundo del mismo nombre, a corta distancia al W del cabo Negro, al N de Punta Arenas. 1, XI, carta de Bertrand (1885); i XXVI, carta 111; 101, p. 1251: i 156; i Duck en 35, I, p. 81 (Fitz-Roy, 1830).